# Binodoxys tobiasi
Binodoxys tobiasi är en stekelart som först beskrevs av Hagop Haroutune Davidian 2004.  Binodoxys tobiasi ingår i släktet Binodoxys och familjen bracksteklar. Inga underarter finns listade.